# Зубжица-Гурна
Зубжи́ца-Гу́рна, или по-венгерски Фельшёзубрица (пол. Zubrzyca Górna, венг. Felsőzubrica) — село в Польше, находящееся в Новотаргском повете Малопольского воеводства.

## География
Село находится в историческом-этнографическом регионе Польская Орава у подножия гор Бабья и Полица в 11 км от села Яблонка, в 29 км от города Новы-Тарг и в 59 км от Кракова. Через село проходит дорога 957. Возле села протекают горные речки Орава, Зубжица-Горна и Зубжица-Дольна. Село имеет автобусное сообщение с селом Яблонка, городами Новы-Тарг и Краков.

## История
С 1920 по 1925 год село было административным центром гмины Зубжица-Гурна. В 1975—1998 годах село Зубжица-Гурна административно входило в Новосонченское воеводство.

## Достопримечательности
- Оравский этнографический парк — музей под открытым небом;
- Гора Бабья.